# Harkers Island
Harkers Island é uma Região censo-designada localizada no estado norte-americano de Carolina do Norte, no Condado de Carteret.

## Demografia
Segundo o censo norte-americano de 2000, a sua população era de 1525 habitantes.

## Geografia
De acordo com o United States Census Bureau tem uma área de
10,0 km², dos quais 6,6 km² cobertos por terra e 3,4 km² cobertos por água. Harkers Island localiza-se a aproximadamente 1 m acima do nível do mar.

## Localidades na vizinhança
O diagrama seguinte representa as localidades num raio de 32 km ao redor de Harkers Island.